# Michael Corrente
Michael Corrente, född 6 april 1959 i Pawtucket, Rhode Island, är en amerikansk regissör.